# Gabonews
 (mars 2016).
Si vous disposez d'ouvrages ou d'articles de référence ou si vous connaissez des sites web de qualité traitant du thème abordé ici, merci de compléter l'article en donnant les références utiles à sa vérifiabilité et en les liant à la section « Notes et références ».
Gabonews est la première agence de presse privée gabonaise[réf. nécessaire] créée en 2004.
Animée par vingt journalistes, Gabonews est une agence indépendante  dont l'éthique se veut conforme à l'esprit du Code de la Communication en vigueur en République Gabonaise. 

## Voir sur le web
- Site officiel